# Xavier Woods
Pour les articles homonymes, voir Austin Watson et Watson.
Austin Watson (né le 4 septembre 1986 à Colombus (Géorgie)) est un catcheur américain. Il travaille actuellement à la World Wrestling Entertainment, dans la division Raw, sous le nom de Xavier Woods. 
Il s'est initialement fait connaître sous le nom de Consequence Creed sur le circuit indépendant américain ainsi qu'à la Total Nonstop Action Wrestling (TNA) où il a été champion du monde par équipe de la TNA avec Jay Lethal.

## Jeunesse
Watson est né à Columbus en Géorgie en 1986 et est allé à la Sprayberry High School à Marietta en Géorgie en 2004. Il commence des études de psychologie et de philosophie à la Furman University de Greenville en Caroline du Sud.

## Carrière

### NWA Anarchy (2005-2007)
Il s'entraîne pour devenir catcheur professionnel en 2005, il entre à l'Ultimate Christian Wrestling. Il est formé par le catcheur professionnel de la NWA Brodie Ray Chase, il a alors un rôle semblable au personnage d'Apollo Creed dans la saga Rocky et prend le nom de ring de Consequences Creed.
Durant ses années à la NWA Anarchy, Creed fait équipe avec Hayden Young.

### Deep South Wrestling (2007)
Le 12 juillet 2007, Creed bat Murder-One pour devenir le premier DSW Heavyweight Champion. Il travaille aussi avec The Assassin à la Deep South Wrestling.

### Total Nonstop Action Wrestling (2007-2010)
Creed débute à la Total Nonstop Action Wrestling au pay-per-view Bound for Glory IV, en faisant équipe avec Ron Killings en remplacement d'Adam « Pacman » Jones. Creed catche alors sous le nom de Rasheed Lucius « Consequences » Creed. Leur équipe prend le nom de Truth and Consequences, nom d'une ville (Truth or Consequences, Nouveau Mexique). Il forme une équipe avec Jay Lethal à la TNA.
Le 11 janvier 2009 lors de Genesis, ils perdent le Impact World Tag Team Championship contre Beer Money, Inc. dans un Three-Way Tag Team Match qui comprenaient également Abyss et Matt Morgan.
Le 4 janvier 2010, il participe avec son coéquipier au Steel Cage Asylum match, qui verra le retour de Jeff Hardy à la TNA.
Le 4 avril 2010, il est renvoyé de la  TNA, de même que les Nasty Boys.

### New Japan Pro Wrestling (2010)
Il effectue un passage à la New Japan Pro Wrestling durant l'année 2010 sous le nom « Austin Creed », où il participe au Super J Tag Tournament le 8 mai 2010, mais il perd au premier round avec Kota Ibushi face à Gedo et KUSHIDA.
Le 26 juin, il passe le premier round du J Sports Crown Openweight Six Man Tag Team Tournament 2010, où il faisait équipe avec Togi Makabe et Tomoaki Honma du clan Great Bash Heel, et en battant Kentaro Shiga, Makoto Hashi et Tamon Honda. Le 29 juin, il perd au deuxième round avec la même équipe face à Shinsuke Nakamura & Tomohiro Ishii du clan CHAOS, faisant équipe avec Masato Tanaka. Le 30 juin, lui et Great Bash Heel battent Gedo, Takashi Iizuka & Toru Yano du clan CHAOS.

### World Wrestling Entertainement (2010-…)

#### Florida Championship Wrestling (2010-2012)
Le 22 juillet 2010, il signe un contrat de développement à la WWE qui envoie à là Florida Championship Wrestling,le club-école de la fédération de la World Wrestling Entertainement sous le nom de Xavier Woods. Le 4 novembre 2010, il devient FCW Florida Tag Team Championship avec Wes Brisco.

#### Passage à laNXT(2012-2013)
Il fait ses débuts le 30 octobre 2012 à NXT en perdant contre Leo Kruger. Par la suite, il se blesse.
Il fait son retour le 19 juin 2013 à NXT en battant Jake Carter.

#### Débuts àRaw& alliance avec R-Truth (2013-2014)
Il fait ses débuts à RAW, le 18 novembre 2013 en gagnant avec R-Truth contre Drew McIntyre et Jinder Mahal. 
Par la suite, les deux hommes effectuent divers matchs contre d'autres équipes.
Le 4 mai 2014 à Extreme Rules, lui et R-Truth perdent face à Alexander Rusev.

#### The New Day (2014-…)

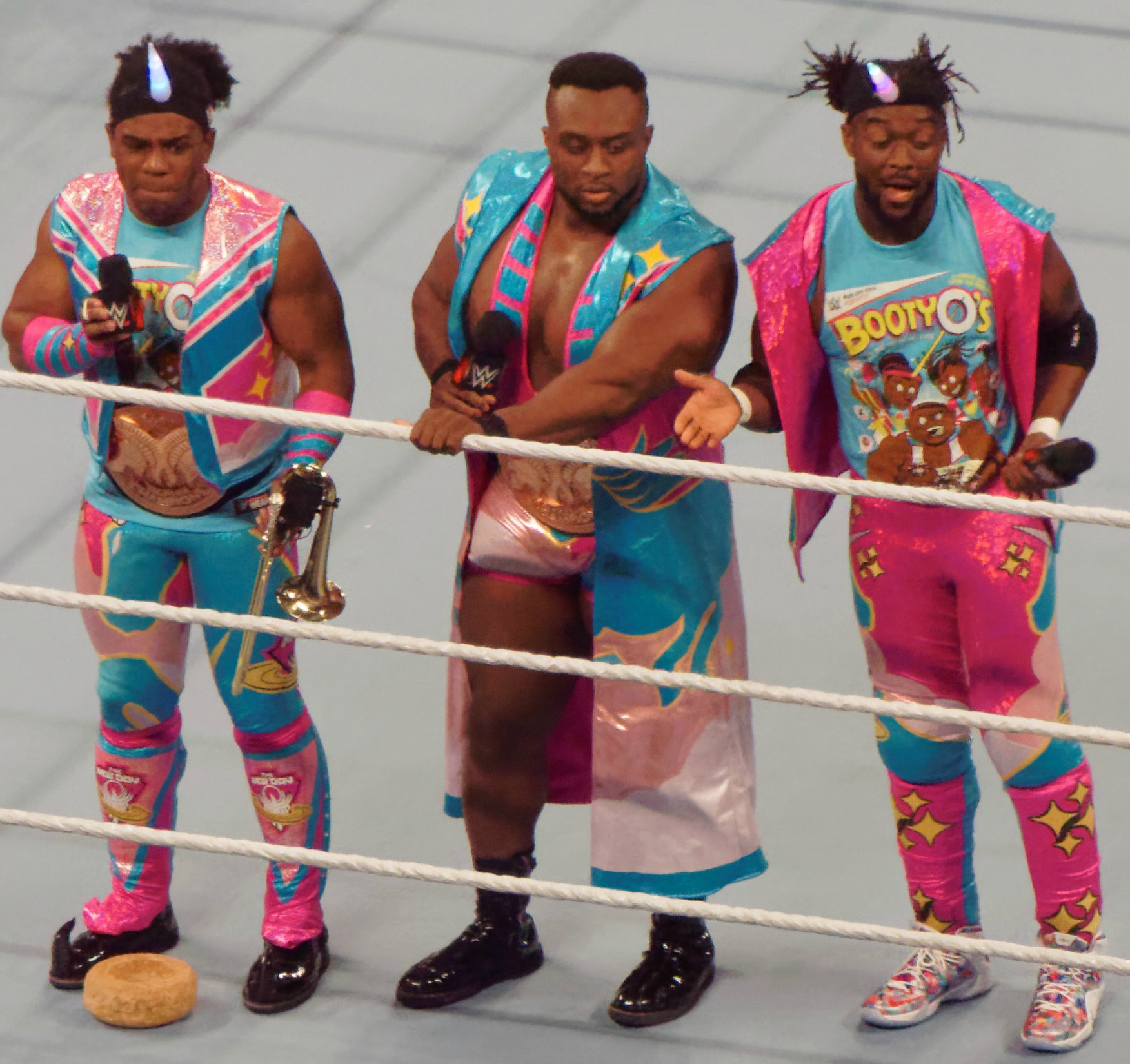
The New Day (Woods à gauche, Big E au milieu et Kofi à droite) en 2016.

Le 21 juillet à Raw, il arrive sur le ring auprès de Kofi Kingston et de Big E, qui venaient de perdre face à Ryback et Curtis Axel, et leur dit qu'il est temps pour eux de briller. Il annonce une alliance avec les deux hommes.
Ils effectuent leur premier combat ensemble, Xavier Woods ayant pris le rôle de manager de l'équipe, le 22 juillet lors de WWE Main Event, en battant Heath Slater et Titus O'Neil.
Après des semaines de teasing, ils font leurs débuts le 28 novembre 2014 en battant Heath Slater, Titus O'Neil et Curtis Axel. 
Le 26 avril 2015 lors d'Extreme Rules, lui et Big E battent Cesaro et Tyson Kidd et remportent les WWE Tag Team Championship. Ils les conservent ensuite à Payback et à Elimination Chamber, avant de les perdre à Money in the Bank.
Lors de Summerslam, il accompagne Big E et Kofi Kingston qui gagnent les titres par équipes dans un Fatal-4-Way. Ils les conservent lors de Night of Champions, au Royal Rumble et à Roadblock.
Le 3 avril 2016 à WrestleMania 32, ils perdent face à The League of Nations (Sheamus, Rusev et Alberto Del Rio) dans un 6-Man Tag Team Match.
Ils conservent ensuite leurs titres à Extreme Rules et à Money in the Bank.
Le 24 juillet à Battleground, ils perdent face à la Wyatt Family. Ils conservent ensuite les titres à SummerSlam, à Clash of Champions et à Hell in a Cell. Le 20 novembre aux Survivor Series, ils sont dans la team RAW qui bat la team SmackDown.
Le 18 décembre à Roadblock: End of the Line, ils perdent face à The Bar, ne conservant pas leurs titres, mettant ainsi fin à un règne de 483 jours.
Le 29 janvier 2017 au Royal Rumble, il entre dans le Royal Rumble masculin en 20e position, mais se fait éliminer par Cesaro et Sheamus.
Le 23 juillet à Battleground, lui et Kofi deviennent les champions par équipe de SmackDown en battant les Usos, avant de les perdre lors du pré-show de SummerSlam face à ces derniers. Ils les regagnent le 12 septembre à SmackDown Live, en battant les Usos dans un Street Fight Match, puis de les reperdre à Hell in A Cell toujours face à ces mêmes adversaires.
Le 19 novembre aux Survivor Series, ils perdent face au Shield dans un 6-Man Tag Team Match. Le 17 décembre à Clash of Champions, ils ne remportent pas les titres par équipe de SmackDown, battus par les Usos dans un Fatal 4-Way Tag Team Match, qui inclut également Rusev Day (Rusev et Aiden English), Chad Gable et Shelton Benjamin.
Le 28 janvier 2018 au Royal Rumble, il entre dans le Royal Rumble masculin en 12e position, mais se fait éliminer par Jinder Mahal.   
Le 11 mars à Fastlane, leur match face aux Usos, pour les titres par équipe de SmackDown, se termine en No Contest, à la suite de l'attaque des Bludgeon Brothers sur les deux équipes. 
Le 27 avril au Greatest Royal Rumble, il entre dans le Royal Rumble Match en 14e position, mais se fait éliminer par Elias. 
Le 15 juillet lors du pré-show à Extreme Rules, ils perdent face à SAnitY dans un Tables match. Le 19 août à SummerSlam, Big E et lui battent The Bludgeon Brothers par disqualification, mais ne remportent pas les titres par équipe de SmackDown.
Le 21 août à SmackDown Live, Kofi Kingston et lui deviennent, pour la troisième fois, champions par équipe de SmackDown en battant les Bludgeon Brothers dans un No Disqualification Match. Ils les conservent à Super Show-Down, avant de les perdre le 16 octobre à SmackDown Live 1000 face à The Bar. Le 18 novembre lors du pré-show aux Survivor Series, il est dans l'équipe SmackDown qui perd face à l'équipe RAW.
Le 27 janvier 2019 au Royal Rumble, il entre dans le Royal Rumble masculin en 17e position, mais se fait éliminer en 11e position par Drew McIntyre.
Le 26 mars à SmackDown Live, Big E et lui gagnent un Tag Team Gauntlet Match, permettant ainsi à leur partenaire Kofi Kingston d'obtenir un match pour le titre de la WWE à WrestleMania 35. Après leur victoire, les membres du New Day sont félicités et applaudis par les Superstars Faces du roster. Lors de WrestleMania 35, Kofi remporte le titre de la WWE face à Daniel Bryan.
Le 7 juin à Super ShowDown, il permet à Kofi Kingston de conserver son titre face à Dolph Ziggler. Le 24 juin à Stomping Grounds, Big E et lui perdent face à Kevin Owens et Sami Zayn. 
Le 14 juillet à Extreme Rules, Big E et lui deviennent, pour la quatrième fois, Champions par équipe de SmackDown, en battant Rowan, Daniel Bryan et Heavy Machinery dans un Triple Threat Tag Team Match. Le 15 septembre à Clash of Champions, ils perdent face aux Revival, ne conservant pas leurs titres.
Le 4 octobre à SmackDown, Kofi Kingston perd son titre, battu par Brock Lesnar en moins de 10 secondes, ce qui met fin à son règne de 179 jours. Le 21 octobre lors d'un live event, il se blesse au tendon d'Achille, ce qui l'éloignera des rings pour une durée de 6 mois à un an.
Le 9 octobre 2020 à SmackDown, Kofi Kingston et lui effectuent leurs retours. Ils deviennent les nouveaux Champions par équipe de SmackDown en battant Cesaro et Shinsuke Nakamura puis, lors du Draft, ils sont annoncés être transférés au show rouge par Stephanie McMahon, tandis que Big E restera seul à SmackDown, entraînant la séparation du trio.
Trois soirs plus tard à Raw, à la suite du transfert des Street Profits au show bleu, les deux équipes échangent leurs titres respectifs, Kofi Kingston et lui devenant les nouveaux Champions par équipe de Raw. Plus tard dans la soirée, ils conservent leurs titres en battant les Dirty Dawgs. Le 22 novembre aux Survivor Series, ils perdent face aux Street Profits dans un Champions vs. Champions Tag Team Match. Le 20 décembre à TLC, ils perdent face à Cedric Alexander et Shelton Benjamin, ne conservant pas leurs titres.
Le 31 janvier 2021 au Royal Rumble, il entre dans le Royal Rumble masculin en 9e position, mais se fait éliminer par Mustafa Ali. Le 15 mars à Raw, ils redeviennent champions par équipe de Raw en battant le Hurt Business (Cedric Alexander et Shelton Benjamin), remportant les titres pour la quatrième fois. Après le combat, AJ Styles et Omos les défient pour leurs titres à WrestleMania 37.
Le 10 avril à WrestleMania 37, ils perdent face à AJ Styles et Omos, ne conservant pas leurs titres.
Le 13 septembre à RAW, Big E utilise sa mallette sur Bobby Lashley, après la victoire de ce dernier sur Randy Orton, profitant de sa blessure à la jambe après le combat, et devient le nouveau champion de la WWE en le battant, remportant le titre pour la première fois de sa carrière. Après sa victoire, Kofi Kingston et lui le félicitant, ce qui marque le retour du trio. Le 26 septembre à Extreme Rules, ils battent AJ Styles, Bobby Lashley et Omos dans un 6-Man Tag Team Match.
Le 1er octobre à SmackDown, lors du Draft, Big E est annoncé être officiellement transféré au show rouge, alors que de leur côté, Kofi Kingston et lui sont annoncés être officiellement transférés au show bleu par Sonya Deville, ce qui marque, une nouvelle fois, la séparation du trio. Le 21 octobre à Crown Jewel, il devient le troisième King of the Ring de la WWE en battant Finn Bálor en finale du tournoi. Le 21 novembre aux Survivor Series, il est dans l'équipe SmackDown qui perd face à l'équipe RAW.
Le 1er janvier 2022 à Day 1, ils ne remportent pas les titres par équipe de SmackDown, battus par les Usos.
Le 13 janvier, il est annoncé être blessé au muscle plantaire du mollet, et doit s'absenter pour une durée indéterminée. Le 25 mars à SmackDown, il effectue son retour de blessure et bat Ridge Holland.
Le 10 décembre à NXT Deadline, Kofi Kingston et lui deviennent les nouveaux champions par équipe de la NXT en battant Pretty Deadly (Kit Wilson et Elton Prince), remportant les titres pour la première fois de leurs carrières.
Le 28 janvier 2023 au Royal Rumble, ils entrent respectivement dans le Royal Rumble match masculin en quatrième et sixième positions, mais se font éliminer par Gunther. Le 4 février à NXT Vengeance Day, ils perdent face à Gallus (Mark Coffey et Wolfgang) sans un Fatal 4-Way Tag Team match, qui inclut également Pretty Deadly, Andre Chase et Duke Hudson, ne conservant pas leurs titres et mettant fin à un règne de 66 jours.
Le 1er mai à Raw, lors du Draft, ils sont annoncés être officiellement transférés au show rouge par Shawn Michaels.
Le 7 août à Raw, Kofi Kingston fait son retour de blessure après 5 mois d'absence à ses côtés et ensemble, les deux catcheurs battent les Viking Raiders.
Le 6 avril 2024 à WrestleMania XL, les deux catcheurs ne remportent pas les titres par équipes de Raw et SmackDown, battus par Awesome Truth (The Miz et R-Truth) et A-Town Down Under (Austin Theory et Grayson Waller) dans un 6-Pack Tag Team Ladder match qui inclut également The Judgment Day (Damian Priest et Finn Bálor), #DIY (Johnny Gargano et Tommaso Ciampa) et New Catch Republic (Pete Dunne et Tyler Bate).
Le 2 décembre à Raw, pendant la célébration de leur décennie d'existence, Big E fait son retour et, dans l'attente d'avoir le feu vert pour revenir sur le ring, propose à ses deux frères de devenir leur manager, mais ils effectuent un Heel Turn, car ils refusent son offre, l'excluent du groupe et ne forment désormais qu'un duo.

## Palmarès
- Deep South Wrestling
  - 1 fois Deep South Heavyweight Champion
- East Coast Wrestling Association
  - ECWA Super 8 Tournament (2010)
- Florida Championship Wrestling
  - 1 fois FCW Florida Tag Team Champion avec Wes Brisco
- NWA Anarchy
  - 1 fois NWA Anarchy Tag Team Champion avec Hayden Young
  - Most Popular Wrestler (2006)
- Total Nonstop Action Wrestling
  - 1 fois TNA World Tag Team Champion avec Jay Lethal
- World Wrestling Entertainment
  - 4 fois Champion par équipe de Raw avec Big E et Kofi Kingston (2), avec Kingston (2) (Recordman du plus long règne de la WWE)
  - 7 fois Champion par équipe de SmackDown avec Big E et Kofi Kingston (6)
  - Vainqueur du King of the Ring (2021)
  - 1 fois NXT Tag Team Championship avec Kofi Kingston
  - 3e WWE Tag Team Triple Crown Champions

## Récompenses des magazines
- Pro Wrestling Illustrated
  - Équipe de l'année (2015) - avec Big E et Kofi Kingston (The New Day)

| Année | 2008 | 2009 | 2010 | 2011 | 2012 | 2013 | 2014 | 2015 | 2016 | 2017 | 2018 | 2019 | 2020 | 2021 | 2022 | 2023       | 2024 |
| ----- | ---- | ---- | ---- | ---- | ---- | ---- | ---- | ---- | ---- | ---- | ---- | ---- | ---- | ---- | ---- | ---------- | ---- |
| Rang  | 195  | 93   | 189  | 208  | 119  | 232  | 185  | 77   | 58   | 72   | 89   | 86   | 168  | 133  | 37   | Non classé | 299  |

## Cinéma
- 2021 (film diffusé sur Netflix) : Escape the Undertaker (de), de Ben Simms. Le film produit par Netflix Interactive suit les New Day (Kofi Kingston, Big E et Xavier Woods) alors qu’ils tentent de survivre dans un manoir hanté, hanté par The Undertaker afin de revendiquer le pouvoir de sa célèbre urne[73],[74].